# Jan-Arie van der Heijden
Johannes Adrianus (Jan-Arie) van der Heijden (Leiden, 3 maart 1988) is een Nederlands voormalig profvoetballer. Hij is clubloos sinds 1 juli 2021, nadat zijn aflopende, 1-jarige contract, bij Willem II niet verlengd werd. Van der Heijden begon zijn carrière bij AFC Ajax, waar hij echter nooit wist door te breken. Wel speelde hij wel ruim 100 wedstrijden voor aartsvijand Feyenoord.

## Biografie

### Jeugd
Van der Heijden groeide op in Schoonhoven, waar hij en zijn jongere broer voetbalden bij VV Schoonhoven. In 2001 werd hij gescout door Ajax, waar hij de jeugdopleiding doorliep. Hij volgde naast zijn voetbalcarrière een hbo-opleiding op het gebied van Sport en Economie, die hij niet afrondde. In de A1 werd hij door trainer Sonny Silooy verkozen als aanvoerder, een rol die hij onder Aron Winter in Jong Ajax voortzette.

### Ajax
Van der Heijden debuteerde op 4 november 2007 op negentienjarige leeftijd in het betaald voetbal onder trainer Adrie Koster, toen hij met Ajax tegen Roda JC speelde. Die dag viel hij in de 60e minuut in voor Robbert Schilder en gaf hij een voorzet waaruit Dennis Rommedahl de 4-2-eindstand bepaalde. Eind december speelde Van der Heijden zijn tweede wedstrijd, tegen SBV Excelsior. Nu viel hij in de rust in voor Jürgen Colin. Hierna kreeg Van der Heijden te kampen met een hernia. In het seizoen 2008/09 was Van der Heijden tot eind maart 2009 uit de roulatie wegens een knieblessure. Tijdens het seizoen kreeg hij meermaals een terugslag, waardoor de revalidatie langer duurde. Op 30 maart werd bekend dat hij weer volop zou gaan meetrainen met Jong Ajax. Na die periode speelde Van der Heijden een aantal wedstrijden in Jong Ajax om wedstrijdritme op te doen. Op 10 mei, de laatste speeldag van het competitieseizoen, zat hij op de bank toen Ajax tegen FC Twente aantrad. Hij kwam die wedstrijd niet in actie.

### Verhuur aan Willem II
In het seizoen 2009/10 verhuurde Ajax Van der Heijden aan Willem II. Daar speelde hij als controlerende middenvelder of libero. Zijn eerste doelpunt op het hoogste niveau maakte hij in de met 2–1 gewonnen thuiswedstrijd tegen VVV-Venlo. Hij maakte hij de 1–1, door een vrije trap in de kruising achter doelman Kevin Begois te schieten. In juli 2010 kwamen Ajax en Willem II overeen dat Van der Heijden nog een jaar in Tilburg zou blijven, omdat er bij Ajax weinig speeltijd voor hem werd voorzien in het seizoen 2010/11. In zijn tweede periode bij Willem II eindigde hij met de club onderaan in de Eredivisie. Van der Heijden was tijdens een wedstrijd tussen Willem II en VVV-Venlo (1–4 verlies) een aantal minuten aanvoerder.

### Vitesse
In maart 2011 werd bekend dat Van der Heijden per 2011/12 zich wederom mocht bewijzen bij Ajax. Hij werd door de club te licht bevonden en verliet de selectie. FC Utrecht en sc Heerenveen toonden vervolgens interesse, maar Van der Heijden vertrok op 18 augustus 2011 naar Vitesse. Hij tekende een contract tot medio 2013 met een optie voor nog twee seizoenen.
Twee dagen later maakte Van der Heijden zijn debuut voor Vitesse: in een wedstrijd tegen FC Utrecht viel hij in de 61ste minuut in voor Julian Jenner. Zijn eerste doelpunt voor Vitesse maakte hij op 4 december 2011, thuis tegen RKC Waalwijk. Na het overlijden van Theo Bos op 28 februari 2013 speelde Vitesse als eerbetoon zonder rugnummer 4; Van der Heijden ruilde dit nummer in voor 23.
Eind maart 2013 maakte Vitesse bekend gebruik te maken van een optie in het contract van Van der Heijden, waardoor dit tot medio 2015 verlengd werd. Na het winnen van de play-offs om Europees voetbal op 31 mei 2015 nam Van der Heijden afscheid van Vitesse.

### Feyenoord
In de zomer van 2015 tekende Van der Heijden een driejarig contract bij Feyenoord, waar hij rugnummer 6 kreeg. Hij maakte zijn debuut voor de club uit Rotterdam op zaterdag 8 augustus, toen hij na 67 minuten inviel voor Jens Toornstra in het competitieduel tegen FC Utrecht (3-2). Hij zou dit eerste seizoen bij Feyenoord tot 19 optredens in de Eredivisie komen, veelal als invaller.
In het navolgende seizoen (2016/17) kreeg zijn concurrent Sven van Beek te kampen met een hardnekkige blessure. Hierdoor veroverde Van der Heijden een basisplaats, die hij niet meer af zou staan. Hij vormde een defensief duo met Eric Botteghin. Op 11 december 2016 maakte hij in een met 0-4 gewonnen duel tegen AZ zijn eerste competitiedoelpunt voor Feyenoord. Hij werd dat seizoen landskampioen met Feyenoord. Ook in seizoen 2017/18 bleef Van der Heijden basisspeler.
In seizoen 2018/19 bleef Van der Heijden basisspeler, totdat trainer Van Bronckhorst eind maart voor andere spelers kiest. Aan het begin van seizoen 2019/20 liet trainer Stam hem meestal buiten de basisopstelling. Zijn opvolger Advocaat stelde Van der Heijden wel weer op, onder andere omdat hij de communicatie in het veld wenste te verbeteren. Na het seizoen 2019-2020 werd het contract van Van der Heijden niet verlengd en verliet hij de club transfervrij.

### Willem II
Op 5 oktober 2020 tekende Van der Heijden transfervrij een contract tot 2021 bij Willem II.

## Clubstatistieken
| Seizoen        | Club           | Competitie     | Competitie | Competitie | Beker | Beker | Internationaal | Internationaal | Overig | Overig | Totaal | Totaal |
| Seizoen        | Club           | Competitie     | Wed.       | Dlp.       | Wed.  | Dlp.  | Wed.           | Dlp.           | Wed.   | Dlp.   | Wed.   | Dlp.   |
| -------------- | -------------- | -------------- | ---------- | ---------- | ----- | ----- | -------------- | -------------- | ------ | ------ | ------ | ------ |
| 2007/08        | Ajax           | Eredivisie     | 2          | 0          | 0     | 0     | 0              | 0              | 0      | 0      | 2      | 0      |
| 2008/09        | Ajax           | Eredivisie     | 0          | 0          | 0     | 0     | 0              | 0              | –      | –      | 0      | 0      |
| Clubtotaal     | Clubtotaal     | Clubtotaal     | 2          | 0          | 0     | 0     | 0              | 0              | 0      | 0      | 2      | 0      |
| 2009/10        | → Willem II    | Eredivisie     | 26         | 1          | 1     | 0     | –              | –              | 4      | 0      | 31     | 1      |
| 2010/11        | → Willem II    | Eredivisie     | 32         | 2          | 1     | 1     | –              | –              | –      | –      | 33     | 3      |
| Clubtotaal     | Clubtotaal     | Clubtotaal     | 58         | 3          | 2     | 1     | 0              | 0              | 4      | 0      | 64     | 4      |
| 2011/12        | Vitesse        | Eredivisie     | 29         | 2          | 4     | 0     | –              | –              | 3      | 0      | 36     | 2      |
| 2012/13        | Vitesse        | Eredivisie     | 30         | 1          | 1     | 0     | 4              | 0              | –      | –      | 35     | 1      |
| 2013/14        | Vitesse        | Eredivisie     | 32         | 0          | 3     | 1     | 2              | 1              | 2      | 0      | 39     | 2      |
| 2014/15        | Vitesse        | Eredivisie     | 32         | 2          | 4     | 0     | –              | –              | 4      | 1      | 40     | 3      |
| Clubtotaal     | Clubtotaal     | Clubtotaal     | 123        | 5          | 12    | 1     | 6              | 1              | 9      | 1      | 150    | 8      |
| 2015/16        | Feyenoord      | Eredivisie     | 19         | 0          | 2     | 0     | –              | –              | 0      | 0      | 21     | 0      |
| 2016/17        | Feyenoord      | Eredivisie     | 31         | 2          | 4     | 0     | 6              | 0              | 0      | 0      | 41     | 2      |
| 2017/18        | Feyenoord      | Eredivisie     | 18         | 0          | 3     | 0     | 1              | 0              | 1      | 0      | 23     | 0      |
| 2018/19        | Feyenoord      | Eredivisie     | 24         | 2          | 5     | 0     | 2              | 0              | 1      | 0      | 32     | 2      |
| 2019/20        | Feyenoord      | Eredivisie     | 5          | 0          | 1     | 0     | 3              | 0              | 0      | 0      | 9      | 0      |
| Clubtotaal     | Clubtotaal     | Clubtotaal     | 97         | 4          | 15    | 0     | 12             | 0              | 2      | 0      | 126    | 4      |
| 2020/21        | Willem II      | Eredivisie     | 14         | 2          | 1     | 0     | –              | –              | 0      | 0      | 15     | 2      |
| Clubtotaal     | Clubtotaal     | Clubtotaal     | 77         | 5          | 3     | 1     | 0              | 0              | 4      | 0      | 84     | 6      |
| Carrièretotaal | Carrièretotaal | Carrièretotaal | 294        | 14         | 30    | 2     | 18             | 1              | 15     | 1      | 357    | 18     |

Bijgewerkt tot/en met 8 juli 2021.

## Interlandcarrière
Van der Heijden kwam in het Nederlands elftal onder de 17 uit in 2005. Met dit elftal speelde hij op het wereldkampioenschap voetbal 2005 onder 17. Als speler van Willem II werd hij door bondscoach Cor Pot ook uitgenodigd voor Jong Oranje.

## Prijzen
Op 16 september 2011 werd Van der Heijden op het sportgala van Schoonhoven uitgeroepen tot Sportman van het Jaar van deze gemeente. Saillant detail was dat hij hier onder meer zijn broer versloeg, die nog steeds voor de plaatselijke VV Schoonhoven speelde.

### Erelijst
| Competitie                      | Winnaar (1ste) | Winnaar (1ste)   | Finalist (2de) | Finalist (2de) | Derde  | Derde |
| Competitie                      | Aantal         | Jaren            | Aantal         | Jaren          | Aantal | Jaren |
| ------------------------------- | -------------- | ---------------- | -------------- | -------------- | ------ | ----- |
| Feyenoord                       |                |                  |                |                |        |       |
| Johan Cruijff Schaal            | 2×             | 2017, 2018       | 1×             | 2016           |        |       |
| Eredivisie                      | 1×             | 2016/17          |                |                |        |       |
| KNVB beker                      | 2×             | 2015/16, 2017/18 |                |                |        |       |
| Nederland –17                   |                |                  |                |                |        |       |
| Wereldkampioenschap voetbal –17 |                |                  |                |                | 1×     | 2005  |